# Eustegia minuta
Eustegia minuta là một loài thực vật có hoa trong họ La bố ma. Loài này được Carolus Linnaeus Trẻ mô tả khoa học đầu tiên năm 1782 dưới danh pháp Apocynum minutum. Năm 1810 Robert Brown mô tả chi Eustegia trên cơ sở 2 loài là Apocynum hastatum và A. minutum. Năm 1820 Josef August Schultes mô tả loài Eustegia hastata trên cơ sở mô tả trước đó của Robert Brown. Chỉ tới năm 1908 Nicholas Edward Brown mới thiết lập danh pháp Eustegia minuta. WCSPF không công nhận Eustegia hastata mà coi nó là đồng nghĩa của Eustegia minuta.
Loài này phân bố ở tây nam tỉnh Cape, Nam Phi.